# Gonomyia monacantha
Gonomyia monacantha är en tvåvingeart som beskrevs av Alexander 1937. Gonomyia monacantha ingår i släktet Gonomyia och familjen småharkrankar.
Artens utbredningsområde är Puerto Rico. Inga underarter finns listade i Catalogue of Life.